# Ванёв, Михаил Викторович
Михаи́л Ви́кторович Ванёв (27 ноября 1981) — российский футболист, полузащитник,  защитник.

## Карьера
Начал свою профессиональную карьеру в клубе «Томь» в 2004 году в возрасте 23 лет и первоначально выступал на позиции защитника. На тот момент клуб выступал ещё в первом дивизионе. В розыгрыше первенства 2004 года принял участие в двух матчах «Томи» и занял вместе с командой 2 место в турнире, что позволило клубу выйти в Премьер-лигу. В 2005 года Ванёв принял участие в двух матчах своего клуба, но большинство сезона провёл в дублирующем составе. В начале сезона 2006 года Ванёв по-прежнему оставался в дубле «Томи», и на правах аренды перешёл в клуб «Звезда» Иркутск, с которым выиграл розыгрыш второго дивизиона в зоне «Восток». Весь 2007 год на правах аренды провёл в клубе «Чита», где забил 5 мячей в 28 играх. В начале 2008 года был арендован клубом «Динамо» Барнаул, за который провёл половину сезона, выйдя на поле всего в четырёх матчах, в которых он забил один гол. В середине 2008 года вновь, на правах аренды, вернулся в «Читу», с которой выиграл розыгрыш второго дивизиона. Весь сезон 2009 года провёл в «Чите», которая выкупила права на футболиста у «Томи», и с 2010 по 2015 год Ванёв выступал за забайкальский клуб, забив за это время 17 голов в 130 матчах. В сезоне 2015/16 выступал за футбольный клуб «Белогорск» в ЛФЛ.

## Достижения
«Томь»
- 2-е место в Первом дивизионе России (выход в Высший дивизион): 2004